# Stictopisthus
Stictopisthus is een geslacht van insecten uit de orde vliesvleugeligen (Hymenoptera) en de familie Ichneumonidae.

## Soorten
- S. adamanteus Dasch, 1974
- S. angustatus (Benoit, 1955)
- S. annulitarsis (Ashmead, 1894)
- S. arcuatus Dasch, 1974
- S. areolatus Nakanishi, 1968
- S. argaleus Dasch, 1971
- S. artus Dasch, 1971
- S. australiensis Szepligeti, 1914
- S. bicarinatus (Benoit, 1955)
- S. bilineatus (Thomson, 1886)
- S. breviscapus (Kerrich, 1956)
- S. carbonarius (Benoit, 1955)
- S. caribbeanus Dasch, 1974
- S. carinatus

Stictopisthus carinatus (Dasch) Dasch, 1974
Stictopisthus carinatus (Kanhekar & Nikam) Kanhekar & Nikam, 1988
- S. clavatus (Brischke, 1880)
- S. clypeatus Dasch, 1974
- S. crassipes (Brischke, 1880)
- S. crenatus Dasch, 1971
- S. cuspidatus Schwenke, 1999
- S. chinensis (Uchida, 1942)
- S. delicatus Lee & Suh, 1993
- S. deltoides Dasch, 1974
- S. dilutus Schwenke, 1999
- S. electilis (Cresson, 1872)
- S. exilis Dasch, 1971
- S. flavescens (Fonscolombe, 1852)
- S. flaviceps (Provancher, 1879)
- S. floridanus Dasch, 1971
- S. formosus (Bridgman, 1882)
- S. fraxini Schwenke, 1999
- S. guamensis Townes, 1958
- S. hapaliae (Rao, 1953)
- S. hiemalis Dasch, 1974
- S. hispanicus Schwenke, 1999
- S. inusitatus Dasch, 1974
- S. javensis Ferriere, 1925
- S. lanceolatus Dasch, 1971
- S. longicornis Benoit, 1949
- S. macrocephalus (Strobl, 1904)
- S. madeirensis Schwenke, 1999
- S. maroccanus Schwenke, 1999
- S. minimus Nakanishi, 1968
- S. miyatakei Nakanishi, 1968
- S. moravius Schwenke, 1999
- S. nemoralis Schwenke, 1999
- S. nigellus (Wilkinson, 1927)
- S. nigrans (Wilkinson, 1927)
- S. oranae Schwenke, 1999
- S. panti (Rao, 1953)
- S. perfidus (Benoit, 1955)
- S. perturbatus (Benoit, 1955)
- S. plusiaephilus (Viereck, 1913)
- S. polonius Schwenke, 1999
- S. punctatus Nakanishi, 1968
- S. russicus Schwenke, 1999
- S. sacromontis Schwenke, 1999
- S. sagamensis Lee & Suh, 1993
- S. senegalensis (Benoit, 1955)
- S. seyrigi (Benoit, 1955)
- S. srinaraini (Gupta, 1957)
- S. subniger (Wilkinson, 1927)
- S. takemotoi Kusigemati, 1985
- S. tenuigaster Schwenke, 1999
- S. unicinctor (Thunberg, 1822)